# Соломенная сторожка

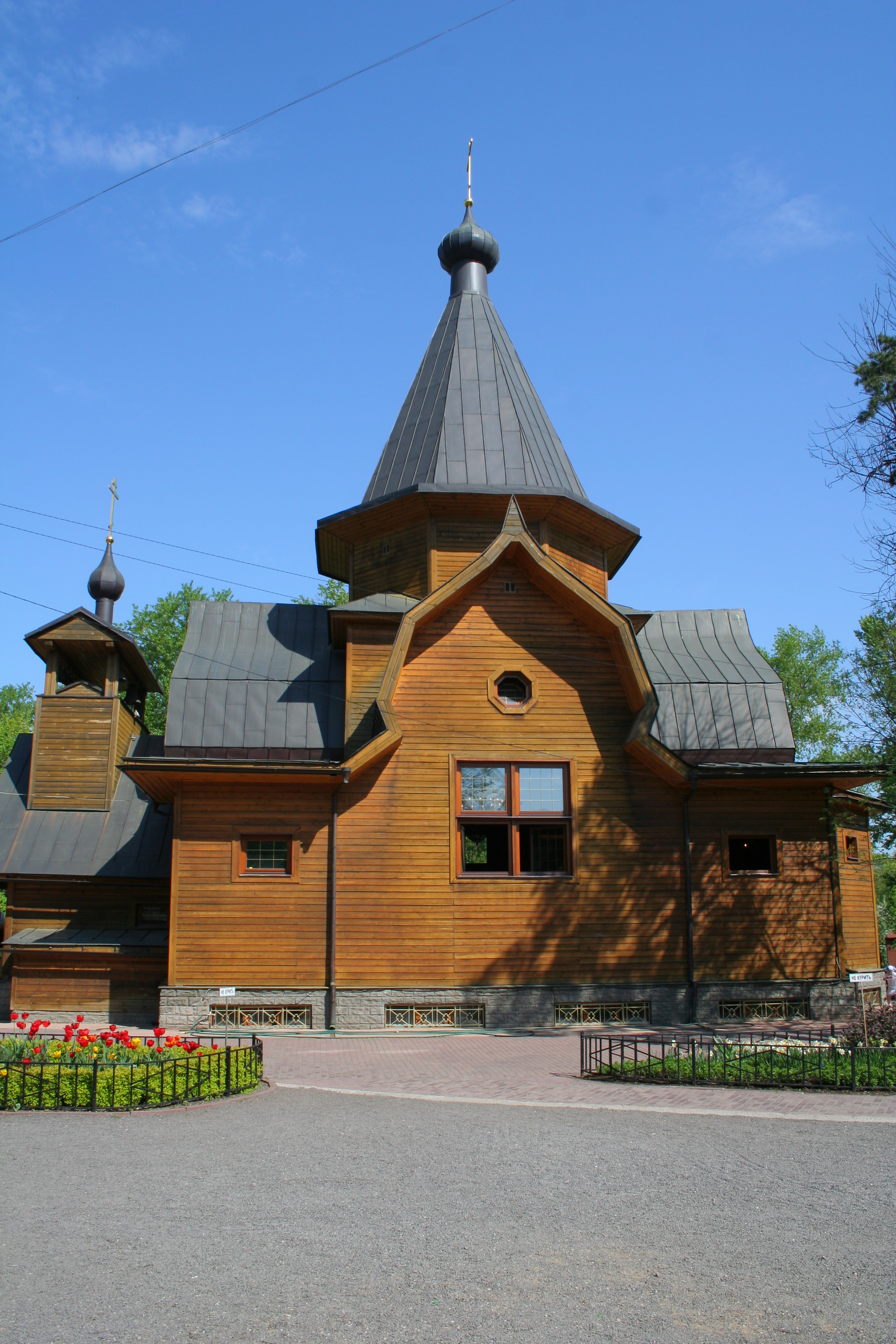
Церковь Николая Чудотворца у Соломенной Сторожки

Соло́менная сторо́жка — историческая местность на севере Москвы, получившая своё название по крытому соломой дому сторожа, охранявшего угодья первого в России высшего сельскохозяйственного учебного заведения — Петровской лесной и земледельческой академии.
Для покрытия затрат на строительство и оборудование Петровской академии её администрация в начале 1860-х годов широко практиковала продажу и долгосрочную аренду земельных участков под дачи и огороды. Созданный в южной части академических владений дачный поселок получил название Петровско-Разумовского, но в народе его называли «Соломенная сторожка». Название родилось от построенного на границе академических владений и луга Бутырского сельскохозяйственного хутора глинобитного с добавлением соломы, крытого черепицей домика по проекту архитектора Н. Л. Бенуа, в котором проживали сторожа, охранявшие угодья Академии, а также находились комнаты рабочих, обслуживавших Новое шоссе (ныне — Тимирязевская улица). У дома существовал и официальный адрес: Ново-Петровско-Разумовское шоссе, дом 8.
Родившийся в этом доме выдающийся архитектор Константин Мельников в своих воспоминаниях подробно описал сторожку: её окружал глухой забор, во дворе находились дровяной сарай, стойло для лошадей и колодец. Свои воспоминания о Соломенной сторожке в рассказе «Прохор и студенты» оставил учившийся в 1870-х годах в Петровской академии писатель Владимир Галактионович Короленко.
В 1905 году из-за частых студенческих волнений Петровско-Разумовское было передано в ведение городской полиции, а в сторожке разместилась квартира пристава. После 1918 года здесь разместилось отделение милиции. Дом был разобран в послевоенные годы.
В 1914—1916 годах у Соломенной сторожки была построена деревянная Покровская церковь Тульской дружины (Церковь Святителя Николая Чудотворца) по проекту выдающегося архитектора Ф. О. Шехтеля. В 1930-е годы церковь была разрушена, а в 1997 году восстановлена на новом месте по чертежам Шехтеля архитекторами А. В. Бормотовым и В. И. Якубени (Ивановская улица, 3).
Название «Соломенная сторожка» увековечено писателем Юрием Давыдовым в одноимённом романе, посвящённом студентам-революционерам академии. По сторожке был назван проезд Соломенной сторожки, Церковь Николая Чудотворца у Соломенной Сторожки, а также дачный кооперативный посёлок, основанный профессорами академии в 1926 году и построенный по проекту архитектора К. К. Гиппиуса.